# مجموعة جينتنج
مجموعة جينتنج هي شركة مقرها في وسمة جينتنج بكوالالمبور، ماليزيا، وتتكون من الشركة الأم جينتنج بيرهاد (MYX)، وشركاتها التابعة المدرجة جينتنج ماليزيا بيرهاد (MYX) وجينتنج للزراعة بيرهاد (MYX) وجينتنج سنغافورة بي أل سي (SGX)، بالإضافة إلى شركتها الفرعية المملوكة بالكامل، جينتنج للطاقة المحدودة.
أسسها تان سري ليم جوه تونج، رجل الأعمال الماليزي الراحل، في عام 1965، ويديرها حاليًا تان سري داتو سيري ليم كوك تاي، رئيس مجلس الإدارة والرئيس التنفيذي، الذي انضم إلى المجموعة في عام 1976.
اكتسبت المجموعة أكثر من 52 عامًا من الخبرة في تطوير وتشغيل وتسويق الكازينوهات والمنتجعات المتكاملة في مختلف أنحاء العالم/ بما في ذلك الأمريكتين وأستراليا وماليزيا والفلبين وسنغافورة والمملكة المتحدة. المنتجع الرائد للمجموعة هو منتجعات جنتنج العالمية، المعروف سابقًا بمنتجع جنتنج هايلاندز، وتشمل مناطق الجذب الرئيسية فيه الكازينو والمنتزه الترفيهي وعروض الحفلات الموسيقية والأطعمة والمشروبات والتسوق بالتجزئة.

## ملحوظات
1. ↑  وصلة مرجع: https://www.bursamalaysia.com/trade/trading_resources/listing_directory/company-profile?stock_code=3182.
2. ↑  مذكور في: رسم قوقل البياني المعرفي. الوصول: 1 مايو 2020. مُعرِّف قاعدة البيانات الحُرَّة (Freebase): /m/05xj64.
3. 1 2 3  "Genting Group's 2020 Annual Report" (PDF). Genting Group. 31 ديسمبر 2020. مؤرشف من الأصل (PDF) في 2021-07-21. اطلع عليه بتاريخ 2021-07-14.
4. ↑  "Corporate Information." نسخة محفوظة 2021-01-26 على موقع واي باك مشين.
5. ↑  "Corporate Profile". www.genting.com. مؤرشف من الأصل في 2021-08-12. اطلع عليه بتاريخ 2018-08-18.
6. 1 2 3  Genting Berhad Annual Report 2016, profile page.
7. ↑  "History". www.genting.com. مؤرشف من الأصل في 2016-12-16. اطلع عليه بتاريخ 2018-08-18.
8. ↑  My Story - Lim Goh Tong, page 77.
9. ↑  Genting Berhad Annual Report 2016, directors' profile, page 4.
10. ↑  "Corporate Profile". www.genting.com. مؤرشف من الأصل في 2021-08-12. اطلع عليه بتاريخ 2018-08-18.
11. ↑  My Story - Lim Goh Tong
12. ↑  "History". www.genting.com. مؤرشف من الأصل في 2016-12-16. اطلع عليه بتاريخ 2018-08-18.

## روابط خارجية
- الموقع الرسمي